# Herz-Jesu-Kloster St. Adelheid
Das Herz-Jesu-Kloster St. Adelheid befindet sich im Bonner Ortsteil Pützchen-Bechlinghoven an der Adresse Am Herz-Jesu-Kloster 22. Es wurde 1920 von Schwestern der Gesellschaft vom Heiligen Herzen Jesu gegründet und betrieb hier bis 1985 das Sankt-Adelheid-Gymnasium.

## Geschichte
Im Jahr 1920 erwarb der Herz-Jesu-Orden das Gelände der vormaligen Heilanstalt Pützchen, die auch Gebäude eines früheren Karmelitenklosters zur Betreuung von Wallfahrern zum Adelheidis-Brunnen beinhaltete. Die Ordensfrauen vom Heiligen Herzen Jesu (Eigenbezeichnung) gründeten ein Kloster (Provinzialat Pützchen) und richteten in den alten Klostergebäuden eine Schule für Mädchen mit einem angeschlossenen Internat ein. Der Theologe Romano Guardini lebte Anfang der 1920er Jahre als Hausgeistlicher in dem Kloster. 1925 wurde auf dem Gelände ein neuer Schulbau unter Einbeziehung von Gebäudesubstanz der Heilanstalt an der heutigen Pützchens Chaussee 133 errichtet. 1926 verkauften der Orden einen Teil des Besitzes, darunter die alten Klostergebäude an die Unbeschuhten Karmelitinnen aus Köln, die hier den Karmel St. Josef begründeten. In den 1920er und 1930er Jahren war Mutter Tiefenbacher als Maîtresse générale die leitende Schwester für außerschulische Belange.
Im Zweiten Weltkrieg wurde der Orden in Pützchen enteignet. Die Wehrmacht dienstverpflichtete die Nonnen, somit konnte deren Ausweisung verhindert werden. Nachdem zu Kriegsbeginn noch ein Notschulbetrieb aufrechterhalten werden konnte, musste die Schule 1940 geschlossen werden, da sie als Lazarett genutzt werden sollte. Hier wurden die Ordensschwestern in der Verwundetenpflege eingesetzt. Das Klostergebäude der benachbarten Karmelitinnen wurde von der Wehrmacht ebenfalls zum Lazarett umfunktioniert und der Wirtschaftsführung der Herz-Jesu-Nonnen unterstellt (die Karmelitinnen waren vertrieben worden). Nach Kriegsende wurde das Lazarett zunächst von den Besatzungsmächten übernommen und weitergeführt. 1946 wurde die Schule, die ab 1945 hilfsweise im alten Klostergebäude untergebracht war, wieder im Schulhaus eröffnet.
Bis zum Jahr 1977 lag die Schulleitung beim Orden, der auch einen Teil das Lehrerkollegium stellte. Im Jahr 1951 trat die frühere Schauspielerin Isa Vermehren dem Orden in Pützchen bei. Ab 1961 leitete sie das Sankt-Adelheid-Gymnasium. Vermehren verließ Pützchen 1969, um die Leitung der Sacré-Cœur-Schule in Hamburg übernehmen. Ihre Nachfolgerin als letzte Schulleiterin des Ordens wurde bis 1977 Schwester Eileen Smith. Im Alter kehrte Vermehren in das Kloster zurück und starb dort im Jahr 2009.
Im Jahr 1979 wurde das Internat vom Orden geschlossen. Als die Schwestern seit Beginn der 1980er Jahre wegen wachsender Schülerzahlen den Schulbetrieb finanziell nicht mehr tragen konnten, übernahm das Erzbistum Köln 1985 auch die Trägerschaft der Schule. Das sogenannte „Halbinternat“, eine Nachmittagsbetreuung, wurde bis 2010 von den Schwestern geleitet.
Das leerstehende Internatsgebäude aus dem Jahr 1971 wurde Anfang der 2000er Jahre zum neuen Klostergebäude für die Ordensschwestern umgebaut. Der ursprünglich winkelförmige Baukörper war dem Hauptgebäude der Schule angefügt worden. Der Umbau trennte diesen Teil vom Schulgebäude, um als eigenständiges und repräsentatives Klostergebäude wahrgenommen zu werden. Ein Kapellenanbau wurde in das Gesamtkonzept integriert. Vom ehemaligen Internatsgebäude wurden lediglich der Betonkern, die Deckenplatten und die Betonstützen übernommen. Der vorherige Winkel-Grundriss wurde zu einer U-Form erweitert, an deren Seite sich der weiße Kapellenrundbau einfügt. Die Umbaukosten betrugen 3,3 Mio. Euro, die Fertigstellung erfolgte im Jahr 2004. Es entstanden 34 Wohnungen sowie verschiedene Gesellschaftsräume auf einer Fläche von knapp 3.000 Quadratmetern.